# Лейтнер, Фридрих
Фридрих Лейтнер (англ. Friedrich Leitner) (26 января, 1874 — 3 июля, 1945) — немецкий экономист.

## Биография
Окончил торгово-промышленную академию в Вене (нем. Handelsakademie).
Одним из учеников Лейтнера был Конрад Меллерович, с которым он впоследствии долгое время сотрудничал, а в 1938 году перидал ему свой пост профессора управления предприятием.
Управление предприятием стало основной областью научной работы Лейтнера. Он стал одним из основоположников этого раздела экономики, внёс вклад в теоретические основы балансового учёта и оперативного управления.
Как один из лидеров экономического образования, Лейтнер популяризировал идеи коммерческих школ. Он организовывал семинары по вопросам экономики, налогообложения и страхования для бухгалтеров, управляющих и специалистов по налогам.

## Избранные работы
Лейтнер, Фридрих. Организация промышленных предприятий / Фридрих Лейтнер Пер. Г. А. Мебуса, под ред. и с предисл. проф. В. М. Штейна. — Петроград: Право, 1923. — 86, [1] с. — (Экономика; Вып. 13).